# Vòng nguyệt quế (phim truyền hình)
Vòng nguyệt quế là một bộ phim truyền hình được thực hiện bởi Trung tâm Phim truyền hình Việt Nam, Đài Truyền hình Việt Nam do Mai Hồng Phong làm đạo diễn. Phim phát sóng vào lúc 20h10 thứ 2 đến thứ 6 hàng tuần bắt đầu từ ngày 1 tháng 7 năm 2008 và kết thúc vào ngày 6 tháng 8 năm 2008 trên kênh VTV1.

## Nội dung
Vòng nguyệt quế xoay quanh một nhóm nhà văn trẻ gồm ba người: Quang (Lâm Tùng), Hân (Bích Huyền) và Thái (Công Dũng). Bước vào thơ văn với niềm yêu thích và bầu nhiệt huyết trước lý tưởng cao đẹp, họ đã cùng tạo nên một thành công lớn gây xôn xao dư luận. Nhưng chính vì thành công quá sớm ấy đã khiến tình bạn của ba người rạn nứt và dẫn tới những điều không thể tránh khỏi: Hân ngày càng nổi tiếng và trở nên kiêu ngạo khi sở hữu nhiều tiền bạc, sa vào lưới tình với một dịch giả nổi tiếng tên Long (Phạm Cường); trong khi đó Quang rơi vào khó khăn tài chính vì là một doanh nhân trẻ mới bước vào ngành kinh doanh sách; còn Thái lại vì quá yêu Hân nhưng tình cảm này bị khước từ, khiến anh tuyệt vọng và dần chìm sâu vào con đường ăn chơi sa đọa...

## Diễn viên
- Bích Huyền trong vai Hân
- Công Dũng trong vai Thái Bạch
- Lâm Tùng vai Quang
- Đỗ Quỳnh Hoa trong vai Hạ Liên
- Phạm Cường trong vai Phan Long
- Hà Văn Trọng trong vai Ông nội Quang
- Anh Thư trong vai Mẹ Hân
- Anh Dũng trong vai Bố Hân
- Huyền Thanh trong vai Mẹ Quang
- Phạm Ngọc Thắng trong vai Bố Thắng
- Phát Triệu trong vai Chú Đức
- Hồng Đức trong vai Giám đốc Hoàng
- Khắc Trịnh trong vai Nhà thơ Vĩnh
- Hải Anh trong vai Đạo diễn Sơn
- Diệu Hương trong vai Mai
- Hoa Thúy trong vai Vợ Phan Long
- Cường Việt trong vai Tổng biên tập Bảo
- Hồng Chương trong vai Ông Trưởng họ
- Đức Kiên trong vai Hải
- Mai Linh trong vai An
- Hoài Anh trong vai Bạn Mẹ Hân
- Kim Ngọc trong vai Chủ nhà trọ
- Mai Phương trong vai Lan
- Xuân Bình trong vai Nhân viên nhà sách

Cùng một số diễn viên khác....

## Ca khúc trong phim
Bài hát trong phim là ca khúc "Lang thang ơi" do Thu Lan và Hoàng Tùng thể hiện.

## Sản xuất
Đạo diễn của bộ phim là Mai Hồng Phong. Kịch bản phim do nhà văn Hà Thủy Nguyên chấp bút, với độ dài 25 tập. Kịch bản, có đề tài nói về những khát vọng của người trẻ đương thời, đã được cô tập trung hoàn thành chỉ trong vòng một tháng và bán đi với số tiền nhuận bút là 100 triệu đồng. Trong thời gian phát sóng phim Đèn vàng vào năm 2006, cũng do Mai Hồng Phong làm đạo diễn, ông được mời đọc kịch bản mẫu và cảm thấy ấn tượng. VFC, đơn vị sản xuất bộ phim, sau đó đã giao cho ông nhiệm vụ thục hiện tác phẩm.
Bích Huyền, Công Dũng và Lâm Tùng lần lượt được chọn vào ba vai chính của phim. Bộ phim ghi hình từ tháng 10 năm 2007 và kết thúc vào ngày 8 tháng 3 năm 2008. Bối cảnh tác phẩm diễn ra ở miền Bắc, đúng vào đợt rét đậm kỷ lục. Trong khi dưới thời tiết này trẻ em được nghỉ học, đoàn làm phim vẫn phải làm việc tới 1, 2 giờ sáng để hoàn thành cảnh phim. Diễn viên Bích Huyền còn từng diễn cảnh mặc váy đi giữa trời mưa trong không khí lạnh này.
Phim đã được ấn định thời gian phát sóng từ ngày 1 tháng 7 năm 2008 đến ngày 4 tháng 8 cùng năm, trong khung giờ "vàng" lúc 20h00 trên kênh VTV1, thứ 2 đến thứ 7 hàng tuần.

## Tiếp nhận
Trong suốt thời gian phát sóng, bộ phim đã trở thành chủ đề của những tranh luận gay gắt trong cả người xem lẫn giới chuyên môn điện ảnh và văn đàn. Có nhiều khán giả đã gửi những bài chê trách bộ phim lên các tờ báo lớn và đài VTV, yêu cầu dừng sóng bộ phim. Trong một bài tổng hợp ý kiến của báo Người lao động sau 10 tập phim lên sóng, phần đông bình luận đều bảy tỏ sự "thất vọng", đồng tình rằng bộ phim "khập khiễng, thiếu thực tế", nặng hơn thì lên án tác phẩm đang "bôi nhọ" thế hệ nhà văn trẻ và đặt ra câu hỏi Vòng nguyệt quế "muốn mọi người thấy điều gì ở giới nhà văn, nhà báo Việt Nam?".
Đa phần các đánh giá chuyên môn về bộ phim đều là tiêu cực. Đạo diễn Khải Hưng đã thẳng thắn nói việc "[xem phim] có cảm giác như nhai phải cơm sượng", giải thích điều này là bởi biên kịch chỉ "ngồi một chỗ tưởng tượng [...] nên kịch bản đôi chỗ còn bộc lộ sự non kém và chưa đến nơi đến chốn". Có nhiều tờ báo cũng dẫn ra một số tình tiết thiếu logic và thiếu thực tế, cùng với đó là những lời thoại "cóp nhặt, bóng bẩy",... khiến bộ phim trở nên "sống sượng", có lúc buộc người xem "phải tắt ti vi" vì những lời thoại về giường chiếu "trắng trợn". Tờ Lao Động nhận định bộ phim đã cho thấy rõ sự "cẩu thả, vô trách nhiệm" trước mắt người xem ngay từ những tập đầu. Trong khi đó, tác giả Tiểu Quyên của Người lao động nhận xét rằng "Bộ phim đã không thể tải nổi sức nặng từ chiều sâu trong cuộc sống của giới cầm bút". Báo Cần Thơ thì gọi Vòng nguyệt quế là một "thất vọng nữa cho phim truyền hình Việt" và người xem, dù cho biết trước đó tác phẩm được quảng bá rầm rộ trên các phương tiện truyền thông đại chúng, thu hút người "náo nức" theo dõi.

Không dừng lại ở nội dung phim, các ý kiến trái chiều xoay quanh biên kịch bộ phim, Hà Thủy Nguyên, cũng được nhiều tờ báo khai thác. Nhiều bài báo đã dùng những từ ngữ như "thiếu hiểu biết", "ngô nghê" hay "sáo rỗng" để hướng tới cô. Đáp trả lại điều này, biên kịch Hà Thủy Nguyên khẳng định Vòng nguyệt quế "được chắt lọc từ rất nhiều sự thật" và "số đông khán giả thích phim của tôi". Cũng trong một bài phỏng vấn với báo Thể thao & Văn hóa, cô cho rằng những người chỉ trích bộ phim là "thiếu vốn sống" và đưa ra quan điểm:
Cho dù ai nói gì đi chăng nữa thì cũng không ảnh hưởng tới công việc của tôi [...] Những dư luận chê bai bộ phim này tôi thấy chỉ là số ít. Nếu họ không thích xem phim của tôi, họ có thể xem những bộ phim khác phù hợp với trình độ nhận thức của họ, tôi không quan tâm.
Quan điểm này đã vấp phải nhiều tranh cãi từ dư luận. Trả lời phỏng vấn tờ Văn nghệ Công an, ngoài việc nêu lên quan điểm rằng "tôi đánh giá thấp chất lượng tư tưởng – nghệ thuật của bộ phim Vòng nguyệt quế", nhà phê bình văn học Nguyễn Hòa còn đưa ra một số bằng chứng về việc nhà văn Thủy Nguyên tự quảng bá bản thân mình trên Internet và trích dẫn phần trả lời phỏng vấn của nữ biên kịch ở trên, mà ông không tin rằng "một nhà văn như thế lại có thể là tác giả kịch bản của một bộ phim xem được".
Bên cạnh những đánh giá tiêu cực, cũng có các ý kiến bày tỏ sự ủng hộ với bộ phim. Bài viết của Vũ Long cho Tạp chí Doanh nhân Sài Gòn đã phê bình việc các tờ báo áp đặt quan điểm cá nhân của mình vào Vòng nguyệt quế và cho rằng để cảm nhận tác phẩm thì không chỉ cần sự hiểu biết mà còn "cần một tấm lòng". Trong bài phỏng vấn khác của tờ Thể thao & Văn hóa, nhà văn Thùy Linh, phó giám đốc VTV kiêm người biên tập phim, cũng lên tiếng bảo vệ tác phẩm và giải thích một số tình tiết gây tranh cãi trong phim, cho rằng khán giả "Nên xem hết rồi hãy nhận xét!". Bài viết chuyên mục "Tuần Việt Nam" báo VietNamNet thì lấy hình tượng nhân vật Thái của phim để làm ví dụ cho lối sống "nhạt" trong một bộ phận giới trẻ và cho rằng nhân vật này đã khiến phim có "sức công phá mạnh vào lối sống nhạt của thế hệ trẻ 8X".
Sau khi phim kết thúc, cây bút Nguyễn Trực của báo Tuổi Trẻ đã có một bài nhận xét riêng về bộ phim, trong đó nhìn nhận nhà làm phim mới chỉ chạm nhẹ đến vỏ bề ngoài của khát vọng trong nhân vật vì cách khắc họa tâm lý còn chưa "chín" và sơ sài, cùng với đó là những lỗi sơ đẳng về thời gian và nghiệp vụ xuất hiện nhiều trong phim. Tác giả cũng đánh giá cái kết của tác phẩm còn khiên cưỡng, thiếu thuyết phục và vội vàng, nhưng lại dành lời khen ngợi cho các nhân vật trong phim khi không còn rơi vào tình trạng tốt hoàn toàn xấu hoàn toàn mà thay vào đó là "chất người" và sự "chân thật với bản tính [có tốt có xấu] của mình", mà người viết cho rằng đây là điều đã giúp Vòng nguyệt quế gián tiếp "phá bỏ sự tròn trịa, vo tròn của những "người tốt một chiều", những "mối tình trong sáng chỉ cầm tay là hết" trên màn ảnh nhỏ".